# Ducesa Sophie Charlotte de Bavaria
Sophie Charlotte Augustine de Bavaria, Ducesă de Alençon (23 februarie 1847 – 4 mai 1897). Născută ducesă de Bavaria, s-a căsătorit cu un nepot al regelui Louis-Filip I și a fost sora favorită a Elisabetei de Bavaria, împărăteasă a Austriei.

## Biografie

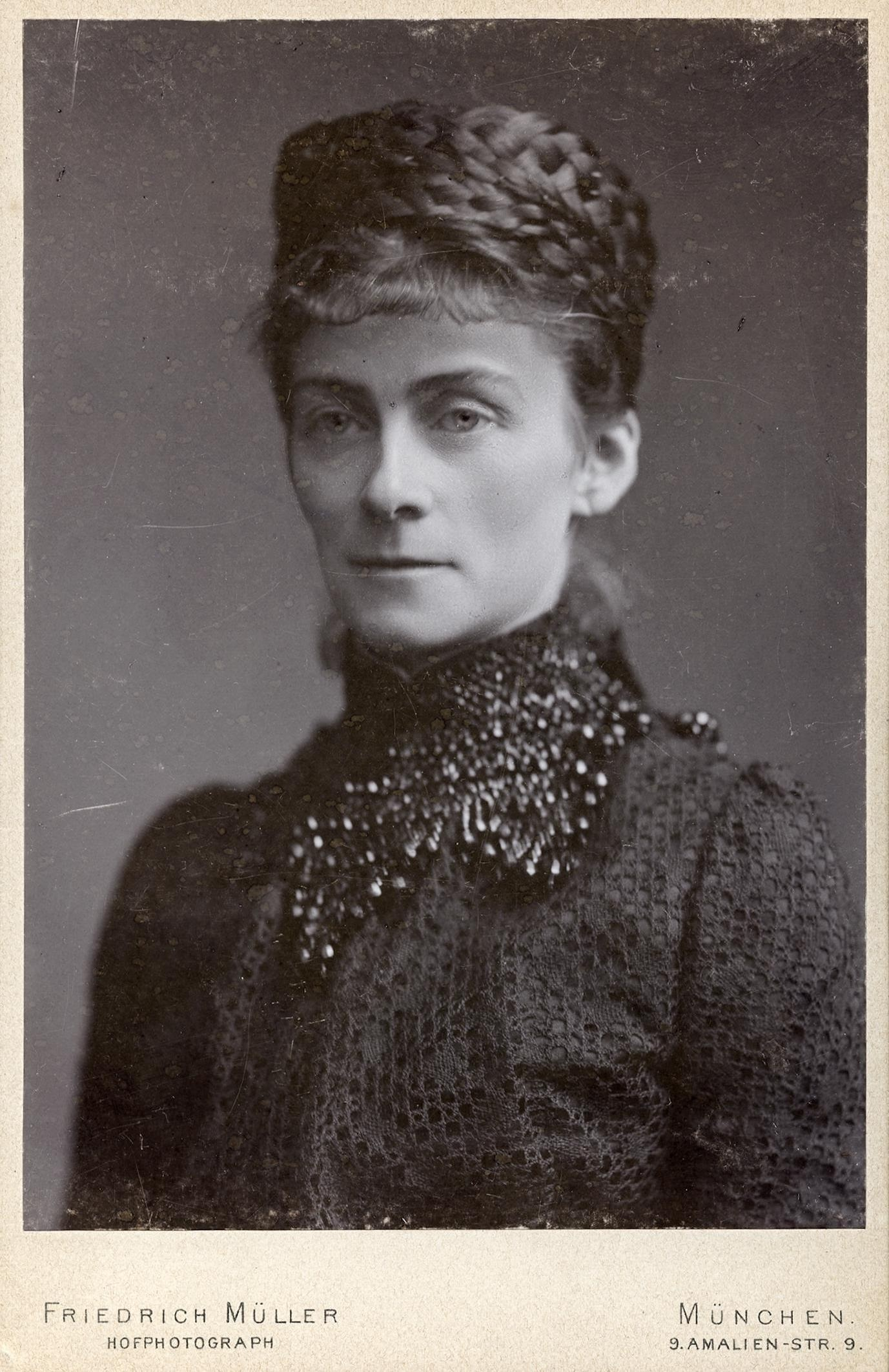
Sophie Charlotte în 1896.

Sophie Charlotte s-a născut la Castelul Possenhofen, reședința familiei. A fost fiica Ducelui Maximilian Joseph de Bavaria și a Prințesei Ludovika de Bavaria. Al nouălea copil din zece, în familie i se spunea Sopherl. 
A fost sora împărătesei Elisabeta a Austria, a reginei Maria Sofia a celor Două Sicilii și a Helenei, Prințesă de Thurn și Taxis. După căsătoria surorii mai mari, Mathilde Ludovika, Ducesă de Bavaria, în 1861, părinții au început să caute un soț și pentru Sophie Charlotte.
S-a logodit cu vărul ei regele Ludwig al II-lea al Bavariei. Logodna lor a fost făcută public la 22 ianuarie 1867 însă după ce a amânat în mod repetat data nunții, în cele din urmă Ludwig a rupt logodna în octombrie.
Alți posibili soți au fost: renumitul homosexual Arhiducele Ludwig Viktor al Austriei, fratele atât al împăratului Franz Josef I al Austriei cât și al regelui Maximilian I al Mexicului; viitorul rege Luís I al Portugaliei; Ducele Filip de Württemberg, verișor primar cu cel ce va fi soțul ei.
Ea a refuzat toți candidații. A mers să locuiască la mătușa sa, Amalie Auguste de Bavaria, atunci regină a Saxoniei ca soție a regelui Ioan al Saxoniei. În Saxonia, Sophie Charlotte l-a întâlnit pe Ferdinand d'Orléans, Duce de Alençon și nepot al regelui Ludovic-Filip al Franței. Curând după această întâlnire, la 28 septembrie 1868 la Castelul Possenhofen s-a căsătorit cu Ducele de Alençon, fiu al lui Louis d'Orléans.
A avut o relație bună cu soțul ei ca și cu cumnata ei, Prințesa Marguerite Adélaïde d'Orléans, soția lui Władysław Czartoryski. Soacra ei, Victoria de Saxa-Coburg-Kohary, verișoară a reginei Victoria a Regatului Unit a murit în 1857. Sophie Charlotte nu a avut o relație bună cu socrul ei, văduvul Duce de Nemours. 
După căsătorie, cuplul s-a mutat la Teddington, Londra unde Sophie Charlotte a născut primul lor copil, Louise d'Orléans. 
Sophie a murit într-un incendiu la "Bazar de la Charité" în Paris la 4 mai 1897. A refuzat încercările de salvare, insistând ca fetele care lucrau la bazar să fie salvate prima oară.